# Le Broc, Puy-de-Dôme
Le Broc är en kommun i departementet Puy-de-Dôme i regionen Auvergne-Rhône-Alpes i centrala Frankrike. Kommunen ligger i kantonen Issoire som tillhör arrondissementet Issoire. År 2022 hade Le Broc 632 invånare.

## Befolkningsutveckling
Antalet invånare i kommunen Le Broc
| Referens: INSEE |